# نبرد دیلمقان
نبرد دیلمقان (۱۵ آوریل ۱۹۱۵ برابر با ۲۵ فروردین ۱۲۹۴) نبردی بود در دیلمقان میان امپراتوری عثمانی و نیروهای امپراتوری روسیه به فرماندهی تُوْماس نازاربکیانو آندرانیک اوزانیانکه به پیروزی نیروهای روسی-ارمنی انجامید. به جز افسران ارمنی گردان توماس نازاربکیان که تحت فرماندهی ارتش قفقاز روسیه خدمت می‌کردند، گروهی از ارمنیان داوطلب تحت فرماندهی آندرانیک اوزانیان و مشترکاً با سمبات بارویان نیز حضور داشتند.